# 赤ペンおねがいします
赤ペンおねがいします（あかペンおねがいします）は、音声合成ソフト・初音ミク歌唱のVOCALOID楽曲。2015年7月23日、日本のボカロP・椎名もたによって発表された。

## 概要
2015年、楽曲MV「「赤ペンおねがいします」feat.初音ミク」がニコニコ動画へと投稿された。本楽曲の作詞・作曲を手掛けた椎名もたの第4作品目であるが、同氏は投稿日の7月23日に急死している。
後年の2019年7月23日に発売された同氏の未発表音源集『故に。』にも収録された。同アルバムは、スタッフらによって、「椎名もたが生きていたならこのように表現していただろう」と制作されたものである。

## 楽曲収録

### 歌唱：初音ミク
| 発売日        | タイトル   | レーベル | 収録曲               | 備考 |
| ------------- | ---------- | -------- | -------------------- | ---- |
| 2019年7月23日 | 『故に。』 | U/M/A/A  | 赤ペンおねがいします |      |